# سارة ريتا قطان
سارة ريتا قطان، هي مهندسة معمارية وقائدة كشافة لبنانية، تشغل منصب نائب رئيس اللجنة الكشفية العالمية والتي تعد بمثابة الهيئة الحاكمة للمنظمة العالمية للحركة الكشفية وذلك اعتباراً من أغسطس 2021، تعتبر قطان أول امرأة عربية تتولى مثل هذا المنصب. وكانت قد عملت كعضو تصويت منذ 2017. وهي المديرة التنفيذية لمؤسسة التصميم والتطوير، «التصميم للمجتمعات»، في بيروت.
بدأت قطان نشاطها الكشفي مع إتحاد كشاف لبنان.

## وصلات خارجية
- الموقع الرسمي